# Удар тхэквондо
«Удар таэквондо» (англ. When Taekwondo Strikes, кит. трад. 跆拳震九州, палл. Тай цюань чжэнь цзю чжоу; также известен как «Жало мастера-дракона») — фильм с боевыми искусствами режиссёра Хуан Фэна, вышедший в прокат в 1973 году.

## Сюжет
В период, когда Корея была оккупирована Японией, одна из секретных организаций, Басан, была создана для борьбы с корейскими патриотами. Ли Цзюньдун, мастер таэквондо и лидер патриотов, планирует освободить свою страну от оккупантов. Он действует под маской священника. Мэри, племянница настоятеля, становится ученицей таэквондо. Однажды, корейский патриот Ким прячется в церкви, убегая от японцев. 
Японцы натыкаются на Ли и пытают его. Ким спасся благодаря Мэри. Тем не менее, настоятель был пойман. Чтобы спасти священника, Хуан Личэнь, китаянка, владеющая айкидо, приходит на помощь корейским патриотам. Хуан и Ким бегут в Северо-Восточный Китай, чтобы продолжить борьбу. Позже, Ли берут в плен и используют в качестве приманки, чтобы схватить всех лидеров сопротивления. Узнав об этом, Хуан и Ким атакуют штаб врага и спасают Ли. Затем они объединяют усилия в борьбе против захватчиков.

## В ролях
| Актёр         | Роль                |
| ------------- | ------------------- |
| Анждела Мао   | Хуан Личэнь         |
| И Чун Ку      | Ли Цзюньдун         |
| Картер Вон    | Ким                 |
| Хван Ин Сик   | глава японцев       |
| Казума Кендзи | глава японцев       |
| Саммо Хун     | японец              |
| Энн Винтон    | Мэри                |
| Андре Морган  | отец Лу И           |
| Кам Сань      | корейский предатель |
| Чинь Ютсан    | японец              |
| Чэнь Цюань    | японец              |
| Ким Ги Джу    | японец              |

## Съёмочная группа
- Компания: Golden Harvest
- Продюсер: Рэймонд Чоу
- Режиссёр: Хуан Фэн[англ.]
- Сценарист: Чжу Юй
- Ассистент режиссёра: У Ши
- Монтажёр: Питер Чён
- Гримёр: Дэн Шансинь
- Постановка боёв: Саммо Хун, Чэнь Цюань
- Художник: Чинь Сам
- Оператор: Ли Ютан
- Композитор: Ли Чжаохуа